# Sclerodermus rufa
Sclerodermus rufa is een vliesvleugelig insect uit de familie van de platkopwespen (Bethylidae). De wetenschappelijke naam van de soort is voor het eerst geldig gepubliceerd in 1850 door Foerster.